# The Resumption
The Resumption é um filme norte-americano com lançamento previsto para 2020. Roland Emmerich dirige, e Channing Tatum, Anna Paquin e Alex Williams estrelam. O filme está em pré-produção, e poucos detalhes foram revelados sobre o enredo, o pouco que se sabe, é que o filme manterá o foco em criaturas do espaço, que pretendem retomar o controle sobre o Planeta Terra

## Sinopse
Por muitos anos estávamos sendo observados por seres de outras galáxias, os seres humanos foram estudados de maneira minuciosa, cada ato, cada erro que cometemos, tudo o que poderia ser usado contra nós, será usado!
Enquanto isso, a humanidade esta apenas preocupada em fazer a guerra, construir armamento moderno e sempre buscar uma maneira de viver para sempre, vamos descobrir que esse planeta nunca nos pertenceu, e agora os verdadeiros donos o querem de volta, teremos de nos unir, e provar que o ser humano tem realmente o direito a uma segunda chance, caso contrario, seremos destruídos por tudo o que mais tememos.

## Elenco
- Channing Tatum
- Anna Paquin
- Alex Williams
- Liv Tyler
- Chiwetel Ejiofor
- Emmanuelle Chriqui
- Beau Mirchoff
- Mary Elizabeth Winstead
- Josef Sommer
- Rosemary Harris